# Cesonia bilineata
Cesonia bilineata är en spindelart som först beskrevs av Nicholas Marcellus Hentz 1847.  Cesonia bilineata ingår i släktet Cesonia och familjen plattbuksspindlar. Inga underarter finns listade i Catalogue of Life.